# 襄王 (馬韓)
韓燮（？—？），是三韓之馬韓的君主，第7代王。在位於前73年至前58年，諡號襄王（韓語：양왕），名韓燮（韓語：한섭）。